# Carmelo Castillo
Monte Carmelo Castillo, también conocido como Carmen Castillo (San Francisco de Macorís, 8 de junio de 1958-Santo Domingo, 16 de noviembre de 2015), fue un beisbolista dominicano, que jugaba en la posición de jardinero derecho en las Grandes Ligas de Béisbol para los Indios de Cleveland y los Mellizos de Minnesota. Firmado por los Philadelphia Phillies en 1979, Castillo debutó en Grandes Ligas el 17 de julio de 1982 con los Indios y su último juego fue el 9 de mayo de 1991 con los Mellizos, desempeñándose también como bateador emergente. Terminó con promedio de .252, 383 hits, 197 carreras impulsadas, 190 anotadas, 71 dobles, 8 triples, 55 jonrones, 291 ponches, 90 bases por bolas, 15 bases robadas, 11 veces puesto out robando, 1519 veces al bate en 631 juegos jugados.